# Air2there
Air2there – nowozelandzka linia lotnicza. Zaczęła służbę w 2004 roku z Kapiti Coast Airport, 60 km na północ od Wellington. Obsługuje regularne połączenia pomiędzy Cieśniną Cooka. Usługi czarterowe do innych miejsc w Nowej Zelandii są również obsługiwane. Prowadzą trasy lotniczo-medyczne w oparciu o lotnisko w Palmerston North. Posiadają również codeshare z Sounds Air na trasie z Wellington do Blenheim.

## Połączenia
Lista lotniska obsługiwanych w listopadzie 2012
- Blenheim (Port lotniczy Woodbourne)
- Nelson (Port lotniczy Nelson)
- Paraparaumu (Port lotniczy Kapiti Coast)
- Wellington (Port lotniczy Wellington)